# Henri-Louis Blanchard
Henri-Louis Blanchard (Bordeus, 7 de febrer de 1787 - París, 18 de desembre de 1858) fou un autor dramàtic, compositor, violinista i crític musical francès.
Després d'estudiar el violí amb Kreutzer i la composició i el contrapunt amb Méhul, Beck i Reicha, dirigí l'orquestra del teatre de Varietats de parís, des de 1818 al 1829, escrivint durant aquell temps la música de diferents vaudevilles. Després es dedicà a compondre, devent-se'l i les partitures de Diana de Vernon (1831), òpera en u acte, i d'altres dues òperes inèdites, inspirades en Les Précieuses ridicules, de Molière, i en el Ariosto, i a més duets per a violins entre els quals destaca un acabat en una fuga a quatre motius, etc. Com a autor dramàtic va escriure: Les Milanais ou les Carbonari, Camille Desmoulins ou les partís en 1794, prohibides per la censura; L'homme libre i D. Pèdre.